# Simon Kuznets
Simon Kuznets (Pinsk, Rússia, 30 d'abril de 1901 - Cambridge, EUA, 8 de juliol de 1985) fou un economista i professor universitari estatunidenc, d'origen rus, guardonat amb el Premi del Banc de Suècia de Ciències Econòmiques en memòria d'Alfred Nobel l'any 1971. El seu nom originari rus fou Semion Abràmovitx Kuznets (Семён Абрамович Кузнец).

## Biografia
Va néixer el 30 d'abril de 1901 a la ciutat de Pinsk, població situada en aquells moments a Rússia però que avui en dia forma part de Belarús, en una família de religió jueva.
Va iniciar els seus estudis universitaris al seu país natal però l'any 1922 es va traslladar als Estats Units, on es graduà en economia a la Universitat de Colúmbia el 1923 i es doctorà el 1926. Posteriorment va treballar de professor a la Warthon School de la Universitat de Pennsilvània entre 1936 i 1954, la Universitat Johns Hopkins entre aquell any i 1960 i la Universitat Harvard fins al 1971.
Va morir el 8 de juliol de 1985 a la ciutat de Cambridge, situada a l'estat nord-americà de Massachusetts.

## Activitat econòmica
Una de les seves primeres hipòtesis fou la de relacionar el creixement econòmic i la distribució de la renda. Segons aquesta, el creixement és necessari per reduir la desigualtat, encara que aquesta també s'associa als començaments del creixement, quan existeix la necessitat de realitzar grans inversions en infraestructures i en béns de capital. Després la generació d'ocupació i l'augment de la productivitat conduirien a salaris més elevats i a una millor distribució de l'ingrés.
Interessat pel sistema de comptabilitat nacional, fou el creador del sistema nord-americà unificat de comptabilitat nacional. Tot i que Kuznets havia treballat en la relació entre el creixement econòmic i distribució de la renda sempre fou molt crític amb la pretensió d'amidar el benestar exclusivament sobre la base de la renda per capita. En un discurs davant el congrés nord-americà, realitzat l'any 1934, advertia que: 
| «                     | És molt difícil deduir el benestar d'una nació a partir de la seva renda nacional "per capita". | » |
| — Simon Kuznets, 1934 |                                                                                                 |   |

No obstant això va considerar que els seus advertiments eren ignorats i que tant economistes com polítics acostumaven a equiparar prosperitat i creixement del PIB. Així, anys més tard de la seva declaració davant el congrés va ampliar les seves crítiques quan va declarar: 
| «                     | Cal tenir en compte les diferències entre quantitat i qualitat del creixement, entre els seus costos i els seus beneficis i entre el curt i el llarg termini. […] Els objectius de "més" creixement haurien d'especificar "de quin" i "per a què". | » |
| — Simon Kuznets, 1962 | |   |

Les seves idees macroeconòmiques i sobre el creixement econòmic el van dur a ser guardonat amb el Premi del Banc de Suècia de Ciències Econòmiques l'any 1971.